# Escalquens
Escalquens település Franciaországban, Haute-Garonne megyében. Lakosainak száma 6990 fő (2022. január 1.). Escalquens Saint-Orens-de-Gameville, Auzielle, Belberaud, Castanet-Tolosan, Labège, Odars és Pompertuzat községekkel határos.

## Népesség
A település népességének változása:
| Lakosok száma | 896  | 2884 | 4323 | 5678 | 6170 | 6415 | 6660 | 6967 | 6982 | 6990 |
|               | 1968 | 1982 | 1990 | 2006 | 2013 | 2015 | 2017 | 2019 | 2020 | 2022 |

## Műemlékek

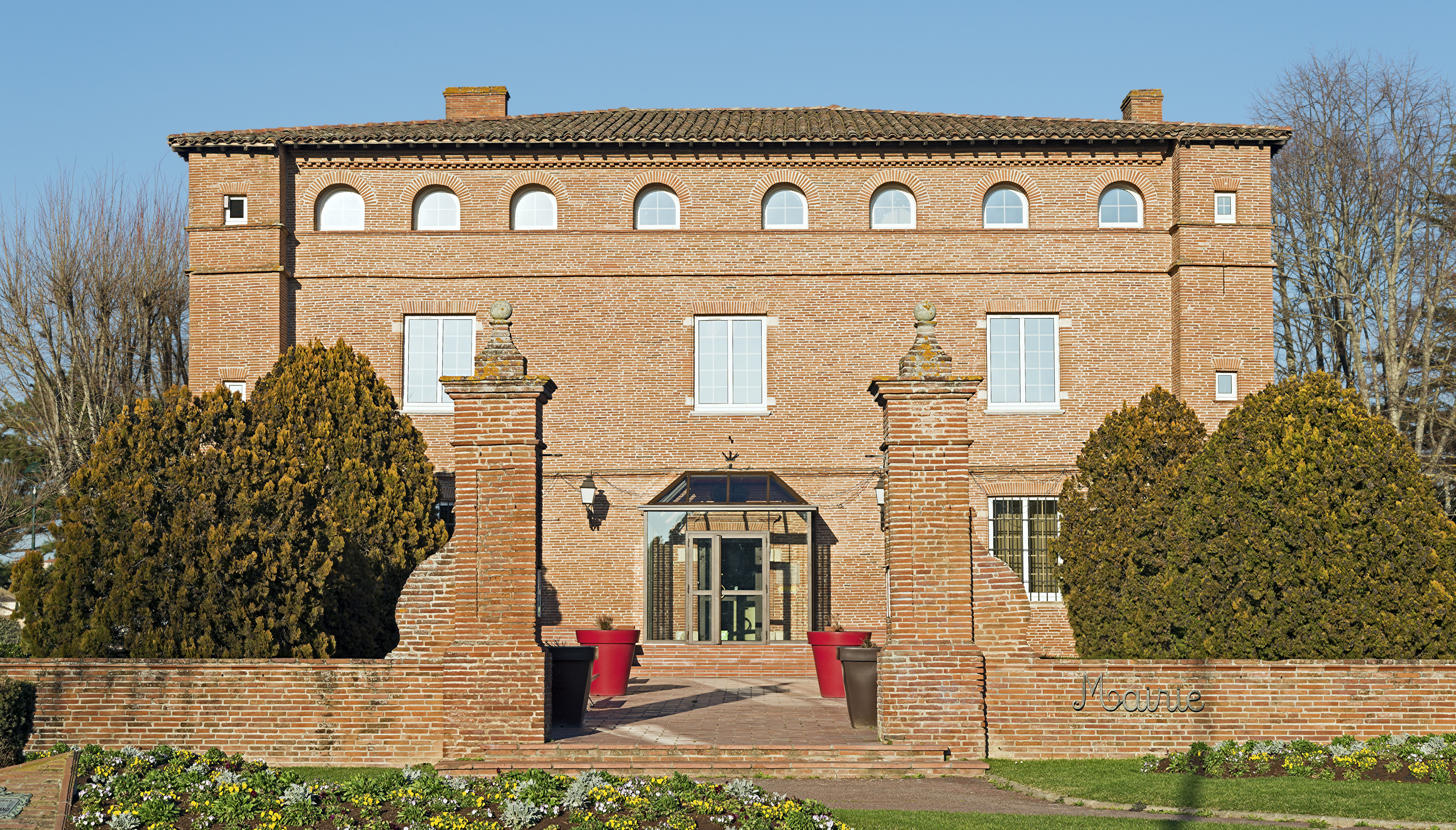
A városháza.
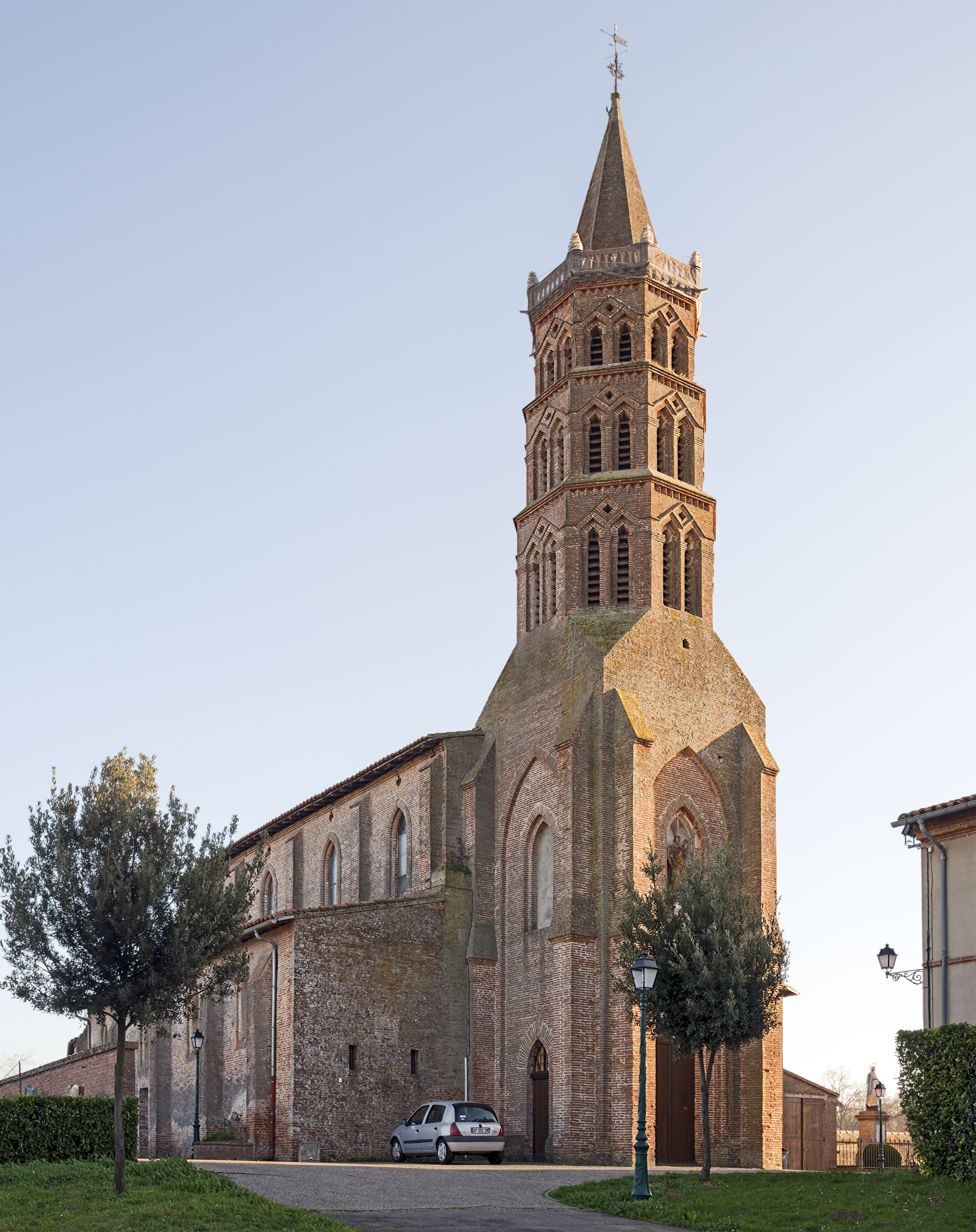
A templom St.Martin.
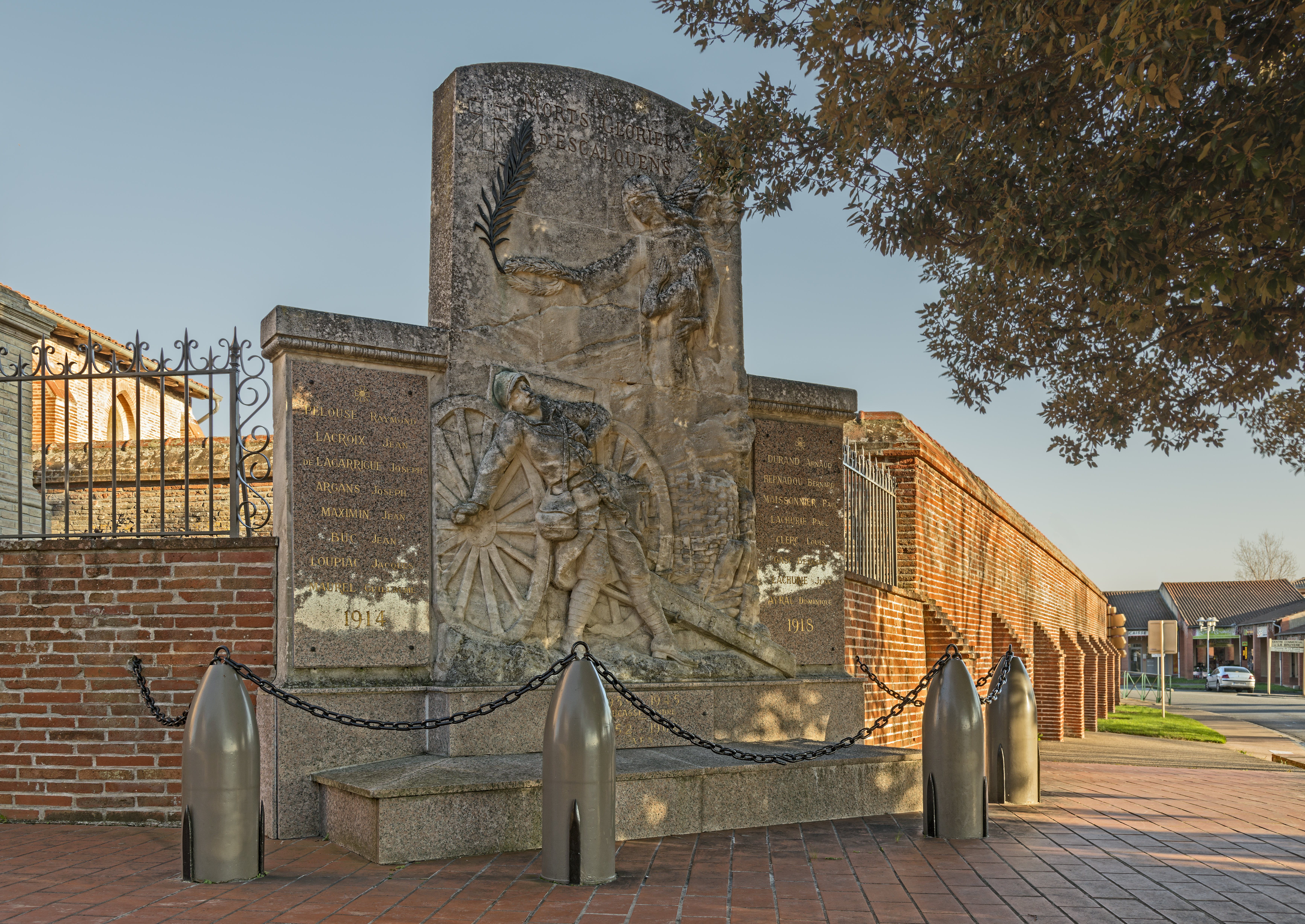
A háborús emlékmű.